# Mehmet Sin
Mehmet Sin (* 21. April 1993 in Kelheim) ist ein deutsch-türkischer Fußballspieler.

## Werdegang
Sin begann in der Jugend des FC Ingolstadt 04 und durchlief bis zur U-19 die Nachwuchsmannschaften. 2011 schloss er sich dem TSV Langquaid in der Bezirksliga an. Im Januar 2013 verließ er Deutschland und wechselte zum türkischen Zweitligisten Fethiyespor, wo er einen Zweijahresvertrag unterzeichnete. Nachdem er dort nicht den Durchbruch schaffte und nur in einem Liga- und einem Pokalspiel zum Einsatz kam, verließ er den Verein wieder im Sommer. Bis zum Sommer 2015 war er im Anschluss daran vereinslos, da er noch bis Februar 2015 in der Türkei weilte, bevor er nach Deutschland zum TSV Langquaid zurückkehrte. Dort bestritt er bis zur Winterpause der Saison 2016/17 noch einmal 42 Spiele, in denen er 18 Tore schoss. In der Winterpause wechselte er in die Türkische Republik Nordzypern und unterschrieb einen Vertrag beim Zweitligisten Mehmetçik TÇB S.K. Sein Debüt für seinen neuen Verein gab er am 10. August 2017 gegen Gönyeli SK.